# Nabringhen
Nabringhen [nabʁɛ̃ɡɑ̃] (flämisch: Nameringem) ist eine französische Gemeinde mit 233 Einwohnern (Stand: 1. Januar 2022) im Département Pas-de-Calais in der Region Hauts-de-France (vor 2016 Nord-Pas-de-Calais). Sie gehört zum Arrondissement Boulogne-sur-Mer und zum Kanton Desvres. 

## Geographie
Nabringhen liegt etwa 17 Kilometer ostnordöstlich von Boulogne-sur-Mer. Die Gemeinde gehört zum Regionalen Naturpark Caps et Marais d’Opale.
Umgeben wird Nabringhen von den Nachbargemeinden Colembert im Norden und Westen, Sanghen im Norden und Nordosten, Herbinghen im Nordosten, Bainghen im Osten und Nordosten, Longueville im Südosten sowie Henneveux im Süden und Südwesten.
Durch die Gemeinde führt die Route nationale 42.

## Bevölkerungsentwicklung
| Jahr                      | 1962 | 1968 | 1975 | 1982 | 1990 | 1999 | 2006 | 2013 |
| Einwohner                 | 154  | 144  | 165  | 170  | 154  | 155  | 162  | 186  |
| Quelle: Cassini und INSEE |      |      |      |      |      |      |      |      |

## Sehenswürdigkeiten

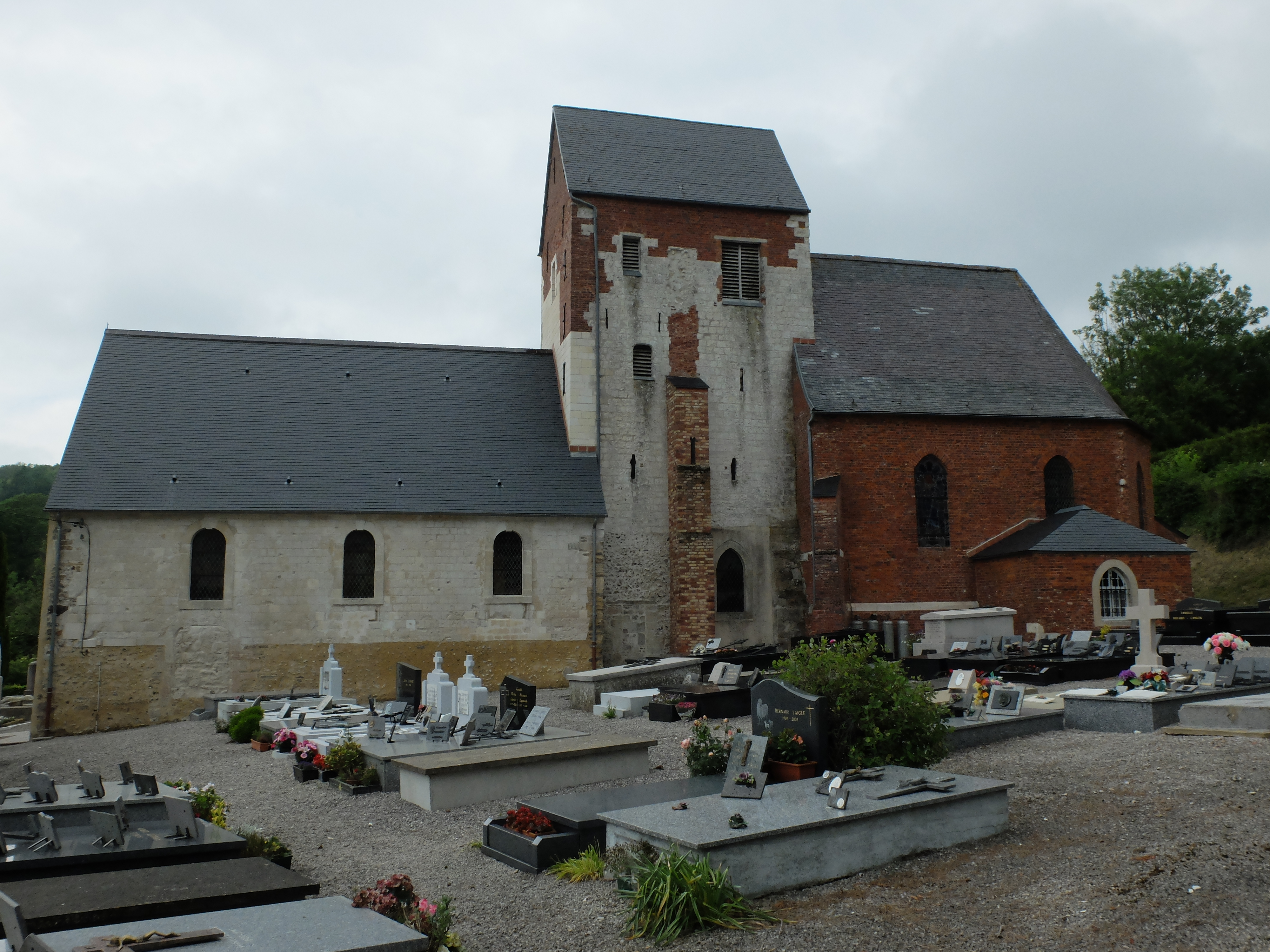
Kirche Sainte-Marguerite

- Kirche Sainte-Marguerite aus dem 16. Jahrhundert